# Storen
Le Storen ou Store Skagastølstind est une montagne norvégienne de 2 405 mètres d'altitude. C'est le point culminant du massif Hurrungane, et une montagne populaire pour les amateurs d'alpinisme.